# 이상희 (1923년)
이상희(1923년 1월 1일~2002년 8월 31일)는 대한민국의 정치인이다. 제6·7대 국회의원을 지냈다.

## 역대 선거 결과
|  | 24.66% |

|  | 60.67% |